# Upplands runinskrifter 332
Upplands runinskrifter 332 är en försvunnen vikingatida runsten som funnits i Vreta, Markims socken och Vallentuna kommun. Runstenens höjd är ungefär 1,45 meter och bredden ungefär 0,80 meter.
"Inga av Svartsjölandet" och hennes man "Ragnfast" omnämns också på U 29, U 329, U 330 och U 331. Tillsammans berättar ristningarna att Inga kom från Hillersjö gård och var enda överlevande barn till Gudrik och Gerlög. Vi får veta att Ragnfast ägde hela Snåttsta och att Ingas och Ragnfasts enda son sedan ärvde allt vid faderns död. Inga kom sedan att ärva Snåttsta från barnet. Vi får också veta att Ragnfast själv ärvt Snåttsta från sin fader Sigfast och att Ragnfast hade en huskarl som hette Assur.

## Inskriften
Translitterering av runraden:
[inka · raisti · staf · auk · staina · at · raknfast · bonta · sin · han · kuam · at · arfi barn · sins ·]
Normalisering till runsvenska:
Inga ræisti staf ok stæina at Ragnfast, bonda sinn. H[o]n kvam at arfi barns sins.
Översättning till nusvenska:
Inga reste stav och stenar efter Ragnfast, sin man. Hon kom till arv efter sitt barn.